# Japanisches Opfer
Japanisches Opfer è un cortometraggio muto del 1910 diretto da Adolf Gärtner (non confermato) che qui dovrebbe essere al suo debutto come regista cinematografico.
Il film segna l'esordio sullo schermo di Lupu Pick, attore teatrale che, con questa pellicola, iniziò una proficua carriera cinematografica.

## Trama
Un amico si sacrifica, prendendo su di sé la colpa di un omicidio. La cattiva coscienza finirà per uccidere il vero colpevole.

## Produzione
Il film fu prodotto dalla Messter's Projection GmbH (Berlin).

## Distribuzione
Distribuito in Germania anche con il titolo Edelmut eines Japaners, il film - un cortometraggio di 257 metri - uscì nelle sale cinematografiche tedesche l'8 ottobre 1910.